# Kanton Boutières
Der Kanton Boutières ist seit 2015 ein französischer Wahlkreis im Arrondissement Yssingeaux, im Département Haute-Loire und in der Region Auvergne-Rhône-Alpes.

## Gemeinden
Der Kanton besteht aus zwölf Gemeinden mit insgesamt 12.614 Einwohnern (Stand: 2022) auf einer Gesamtfläche von 325,68 km²:
| Gemeinde                 | Einwohner 1. Januar 2022 | Fläche km² | Dichte Einw./km² | Code INSEE | Postleitzahl |
| ------------------------ | ------------------------ | ---------- | ---------------- | ---------- | ------------ |
| Chenereilles             | 291                      | 14,42      | 20               | 43069      | 43190        |
| Dunières                 | 2.623                    | 34,75      | 75               | 43087      | 43220        |
| Le Mas-de-Tence          | 157                      | 12,83      | 12               | 43129      | 43190        |
| Montfaucon-en-Velay      | 1.136                    | 4,99       | 228              | 43141      | 43290        |
| Montregard               | 613                      | 39,93      | 15               | 43142      | 43290        |
| Raucoules                | 947                      | 21,01      | 45               | 43159      | 43290        |
| Riotord                  | 1.185                    | 51,88      | 23               | 43163      | 43220        |
| Saint-Bonnet-le-Froid    | 224                      | 13,09      | 17               | 43172      | 43290        |
| Saint-Jeures             | 993                      | 34,14      | 29               | 43199      | 43200        |
| Saint-Julien-Molhesabate | 165                      | 27,50      | 6                | 43204      | 43220        |
| Saint-Romain-Lachalm     | 1.132                    | 19,02      | 60               | 43223      | 43620        |
| Tence                    | 3.148                    | 52,12      | 60               | 43244      | 43190        |
| Kanton Boutières         | 12.614                   | 325,68     | 39               | 4303       | –            |